# کرووی
کرووی (به چکی: Křoví) یک منطقهٔ مسکونی در جمهوری چک است که در ناحیه ژدار ناد سازاووو واقع شده‌است. کرووی ۷٫۰۴ کیلومتر مربع مساحت و ۵۶۷ نفر جمعیت دارد و ۴۵۸ متر بالاتر از سطح دریا واقع شده‌است.